# Fantasy-Jahr 2018
Übersicht

◄◄ | ◄ | 2014 | 2015 | 2016 | 2017 | Fantasy-Jahr 2018 | 2019 | 2020 | 2021 | 2022 | ►

Weitere Ereignisse